# Landsverk L-60
Landsverk L-60 var en lätt stridsvagn konstruerad av AB Landsverk under 1930-talet för export och var utan tvekan den mest avancerade stridsvagnen för sin tid.[källa behövs] Det som gjorde L-60 så avancerad var 3 saker: vagnen hade periskop och prismor istället för öppna synslitsar, vagnens torn- och karossfogar var helsvetsade istället för nitade eller bultade och vagnen hade torsionsfjädring, den första i världen med sådant.
Landsverk var först i världen med att bygga svetsade stridsvagnar ett par år tidigare med Landsverk L-10 och detta kom inte att bli en norm förrän under andra världskriget, men torsionsfjädringen var det mest avancerade på stridsvagnen. Denna typ av fjädring var mycket mer stötdämpande än alla andra kända fjädringar på denna tid och blev först norm inom stridsvagnsindustrin under slutet av andra världskriget. Man fortsatte att utveckla och förfina L-60 med flera olika varianter genom 1930- och 1940-talet. L-60 kom att användas i Sverige, men även om vagnen kom ut på den öppna marknaden 1934 kom den i tjänst i Sverige först 1939.

## Varianter
- L-60 – exportvariant beväpnad med en 20 mm Madsen automatkanon och en 7,7 mm Madsen kulspruta. En extra kulspruta kunde monteras i en lavett på taket.
  -  L-601 & 602 – 2 stycken L-60 köptes av Irland 1934, levererade januari 1935.
- L-60Ö – Modell för Österrike med uppåt flyttat tomgångshjul för att göra det lättare att ta av, med längden ökad med 6 cm. 20 mm Madsen automatkanon och kulspruta i österrikisk 8 mm kaliber. En byggd.
- L-60Ö (konverterad) – L-60Ö-prototypen konverterad med ett vanligt tomgångshjul för tester med Ungern. Ungern gillade vagnen och köpte en licens vilket blev Toldi-vagnarna.
- L-60-S I – 1:a svenska modellen, inköpt som stridsvagn m/38.
- L-60-S II – 2:a svenska modellen, inköpt som stridsvagn m/39.
- L-60-S III – 3:e svenska modellen, inköpt som stridsvagn m/40-LI.
- L-60-S IV – 4:e svenska modellen, kallad Landsverk Terro. Förslag till en mindre variant av Landsverk Lago med ett strv m/39 torn. Ingen byggd.
- L-60-S V – 5:e svenska modellen, inköpt som stridsvagn m/40-KI.

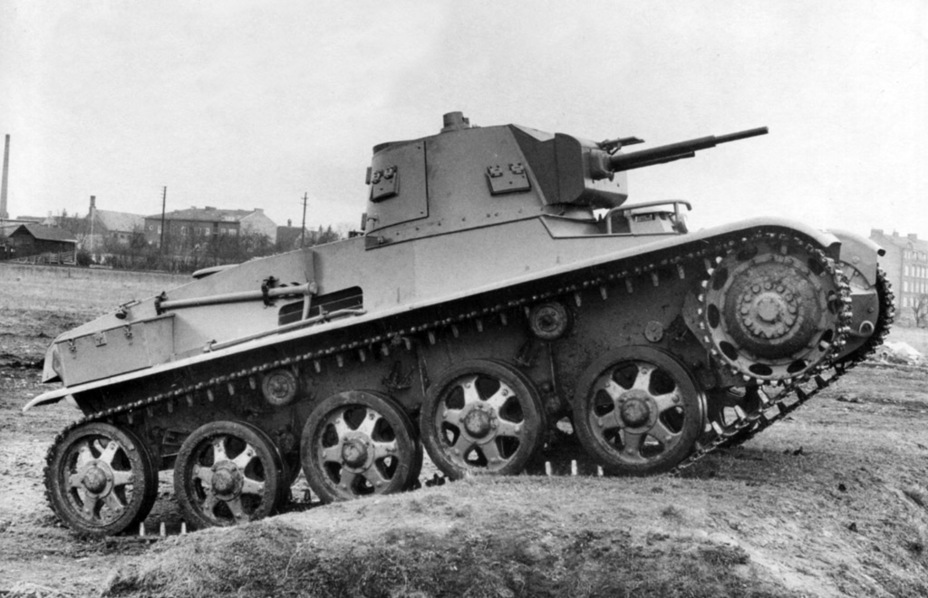
Landsverk L-60 rörlighetstest, demonstration augusti 1935.
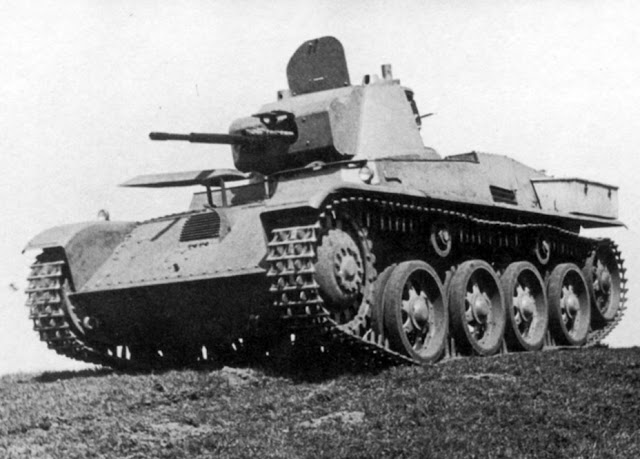
Landsverk L-60Ö för Österrike med uppflyttat tomgångshjul, försök april 1937.
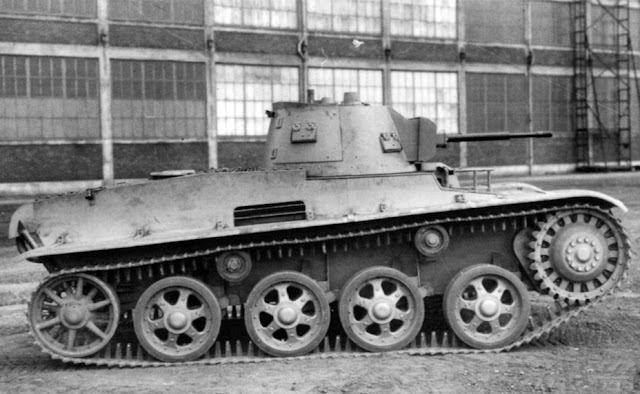
Landsverk L-60Ö konverterad med vanligt tomgångshjul för Ungerska försök.

### Ungerska vagnar
- 38M Toldi I "planerad" – Den planerade första varianten av Ungerns L-60 variant kallad Toldi I. Skulle ha varit beväpnad med en 25 mm Boforskanon. På grund av problem med transport skrotades denna plan och man konverterade till en 20 mm semiautomatisk kanon istället.
- 38M Toldi I (k.hk. A20) – Ungersk licensproducerade variant av L-60 kallad Toldi. Den första varianten i Toldiserien. Var beväpnad med en Type 36M 20 mm infanteri semiautomatisk kanon och en 8 mm M 34/37 eller 38M Gebauer kulspruta. Max pansar var 20 mm. 80 byggda.
- 38/42M Toldi II (k.hk. B20) – Ungersk licensproducerad variant av L-60 kallad Toldi. Den andra varianten i Toldiserien. Var beväpnad med samma beväpning som Toldi I men hade med pansar. Max pansar var 30 mm. 110 byggda.
- 38/42M Toldi IIa (k.hk. B40) – Ungersk licensproducerad variant av L-60 kallad Toldi. Den tredje varianten i Toldiserien. Toldi IIa var Toldi II blivit ombeväpnade med en 40 mm 37M kanon. Denna kanon sköt Bofors 40x311R mm ammunition (samma som i Bofors L-60). 80 stycken konverterade.
- 43M Toldi III (k.hk. C40) – Ungersk licensproducerad variant av L-60 kallad Toldi. Den fjärde varianten i Toldiserien. Uppdaterad Toldi IIa med mer pansar. Max 40 mm. Vagnarna var även försedda med kjolpansar.
- Toldi páncélvadász – Ungersk pansarvärnskanonvagn byggd på chassit av en Toldi I. Var mycket lik tyska Marder II. Beväpningen var en 7,5 cm Pak 40/2 L/46 med 21 patroner och en 8 mm 31M Solothurn kulspruta.

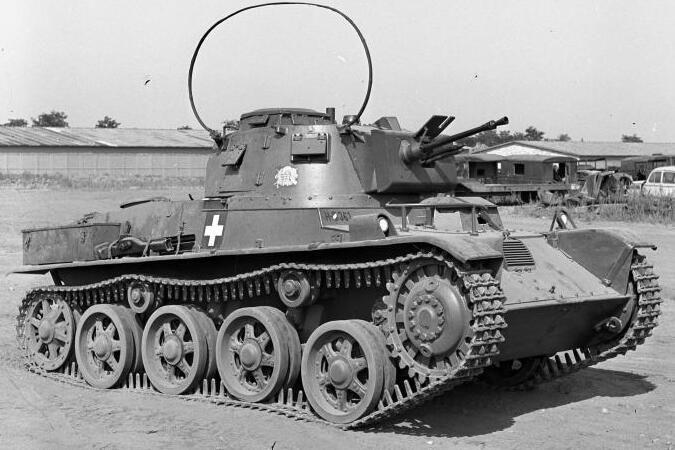
38M Toldi I (k.hk. A20)
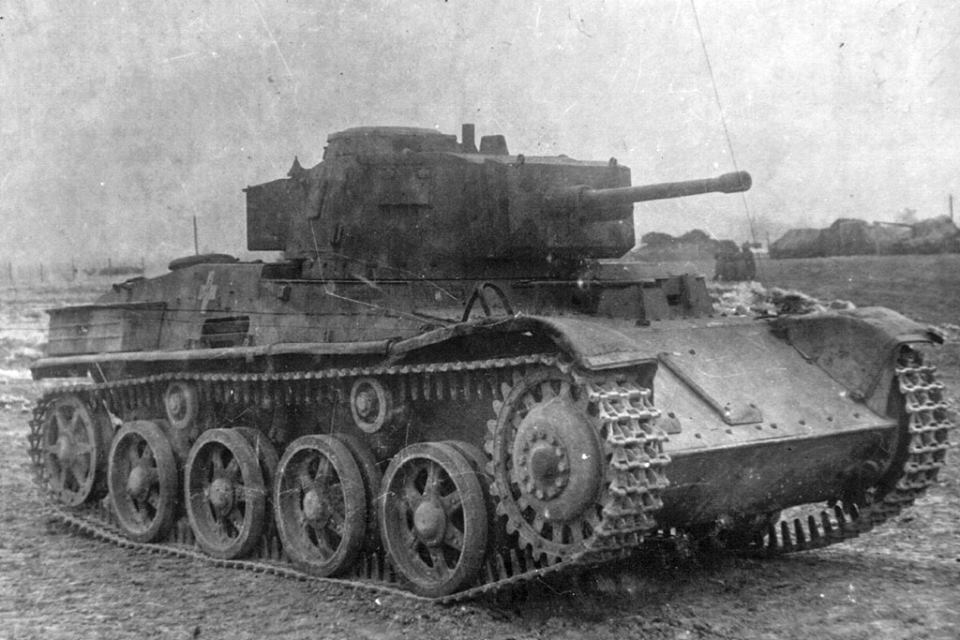
38/42M Toldi IIa (k.hk. B40)
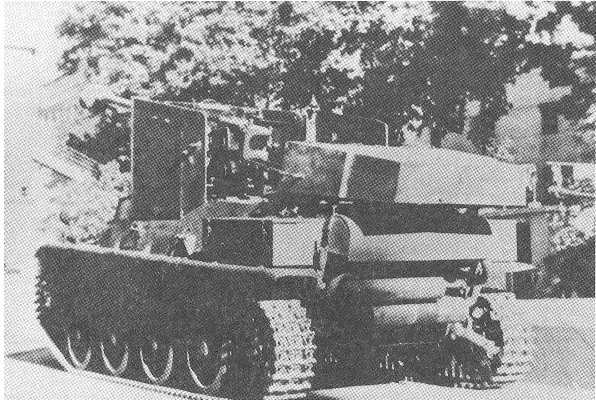
Toldi páncélvadász

### Svenska vagnar
- stridsvagn m/38 prototyp – L-60-S I-prototypen för strv m/38. Hade ett torn taget från den danska varianten av Landsverk Lynx bestyckad med en 20 mm Madsen-automatkanon.
- stridsvagn m/38 (strv m/38) – L-60-S I. 15 beställda 1937 och levererade 1939. Bestyckning utgjord av en 37 mm stridsvagnskanon m/38 och en 8 mm stridsvagnskulspruta m/36. Dess pansar låg mellan 6 och 15 mm.
- stridsvagn m/39 (strv m/39) – L-60-S II. 29 beställda 1939 och levererade 1940. Nytt torn från strv m/38 med samma bestyckning. Dess pansar låg mellan 6 och 15 mm med möjlighet att montera tilläggspansar på 35 mm.
- stridsvagn m/40-LI (strv m/40-LI) – L-60-S III. 100 beställda 1940 och levererade 1941. Skiljde sig väsentligt från strv m/39 i ett nytt luftintag för motorn. Dess pansar låg mellan 6 och 15 mm med möjlighet att montera tilläggspansar på 35 mm.
- stridsvagn m/40-KI (strv m/40-KI) – L-60-S V. 80 beställda 1942 och levererade 1944. Vagnen byggd av Karlstads Mekaniska Werkstad på licens. Dess pansar låg mellan 6 och 50 mm.
- stridsvagn m/48 (strv m/48) – Förslag till ombeväpning av strv m/40-KI i form av en 25 mm automatkanon m/32 försedd med mynningsförträngare och flänsprojektiler för att ge högre genomslag mot pansar. Ett magasin höll 9-10 patroner. På grund av storleken av den nya kanonen försämrades höjning och dumpning av kanonen till +15°/-10°. Ingen byggdes eller konverterades.

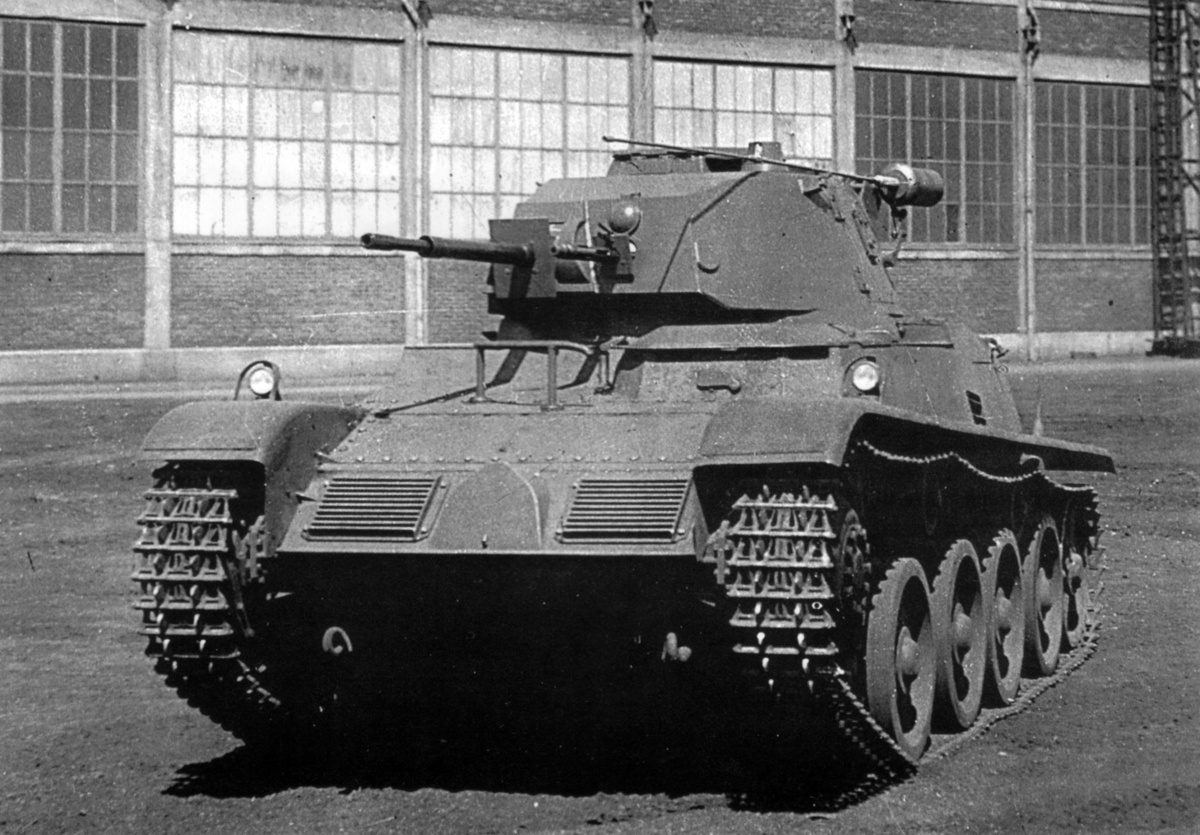
Landsverk L-60-S I prototyp med danskt Lynxtorn.
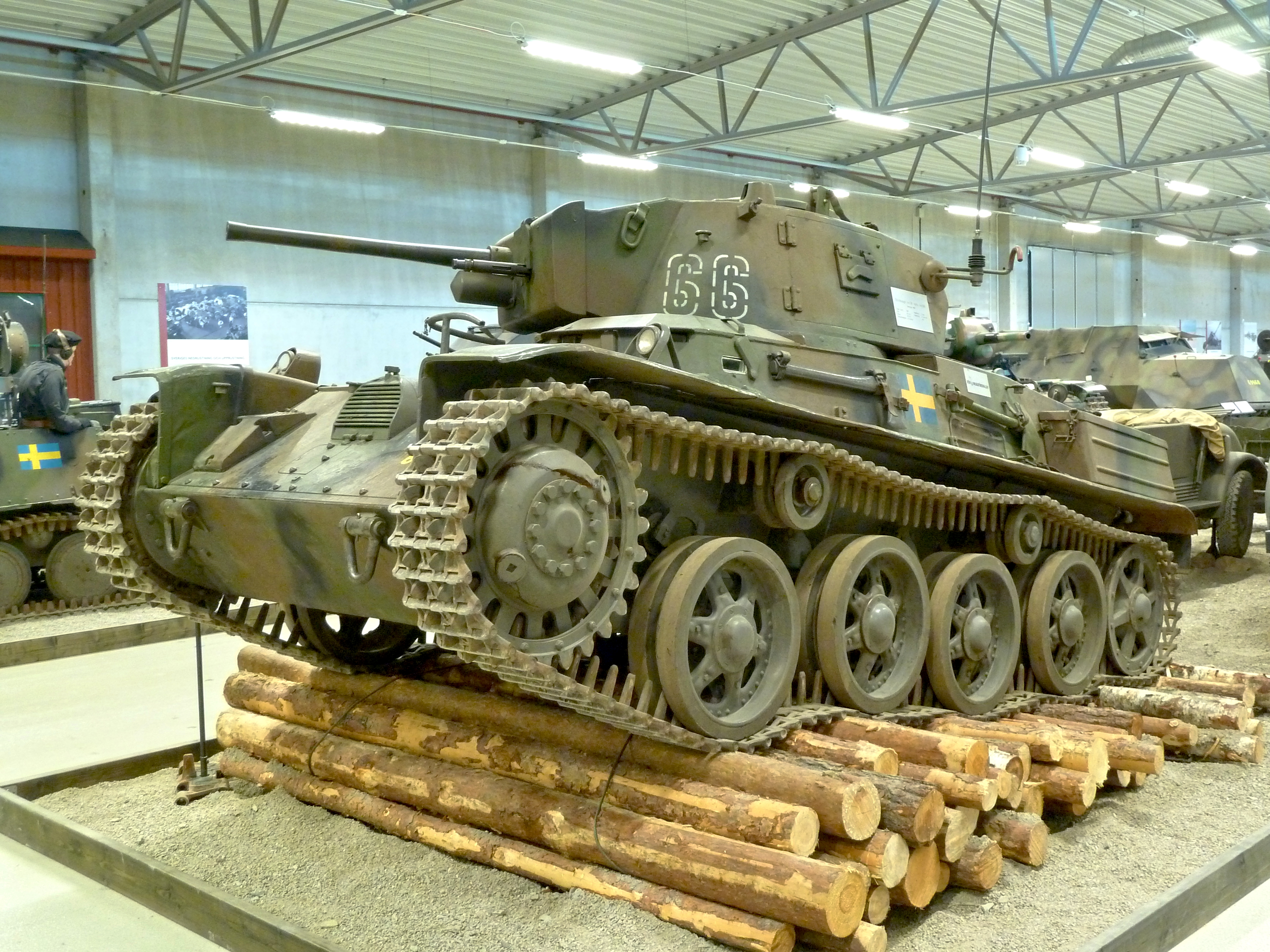
Landsverk L-60-S I: stridsvagn m/38
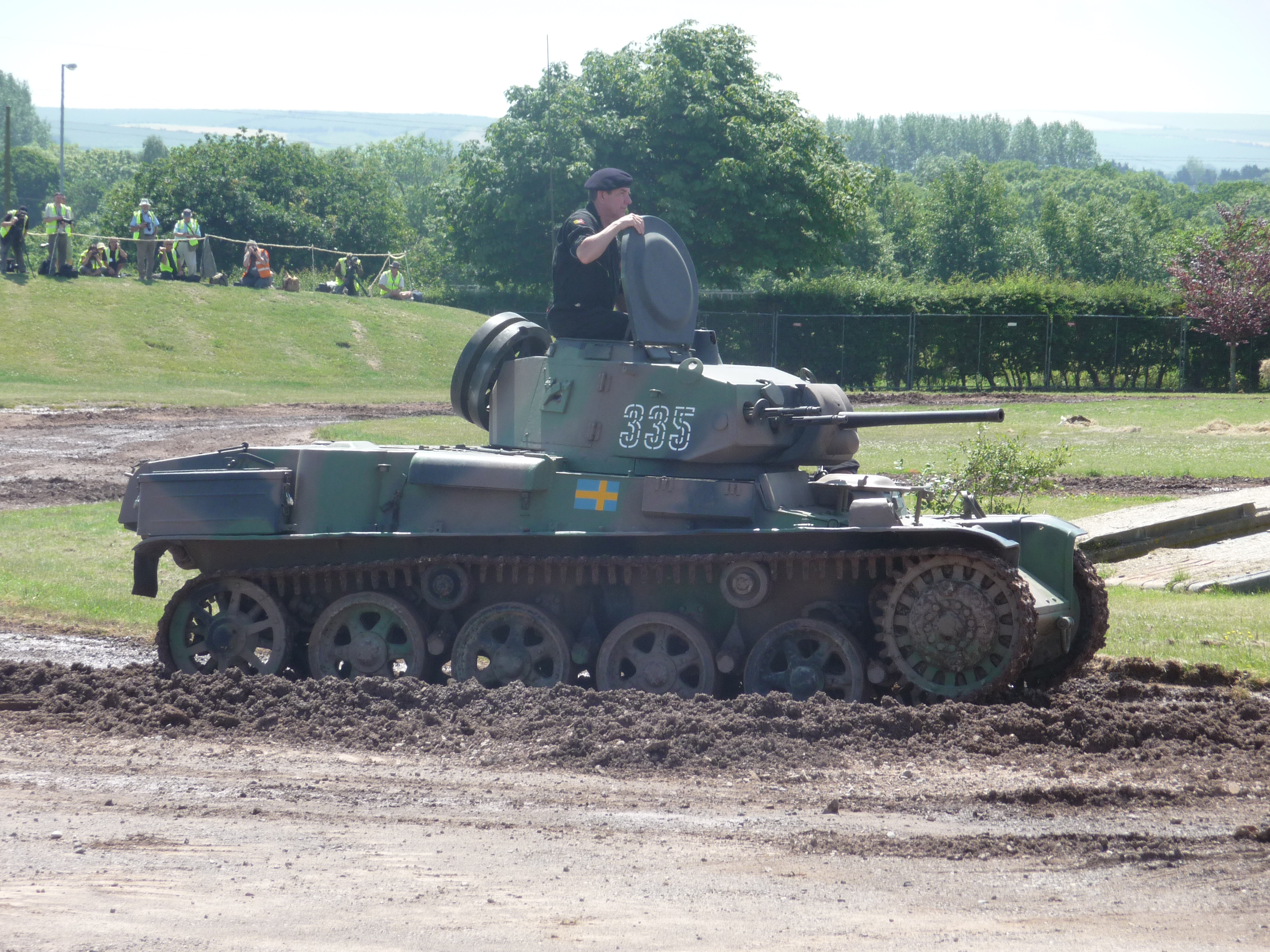
Landsverk L-60-S III: stridsvagn m/40L
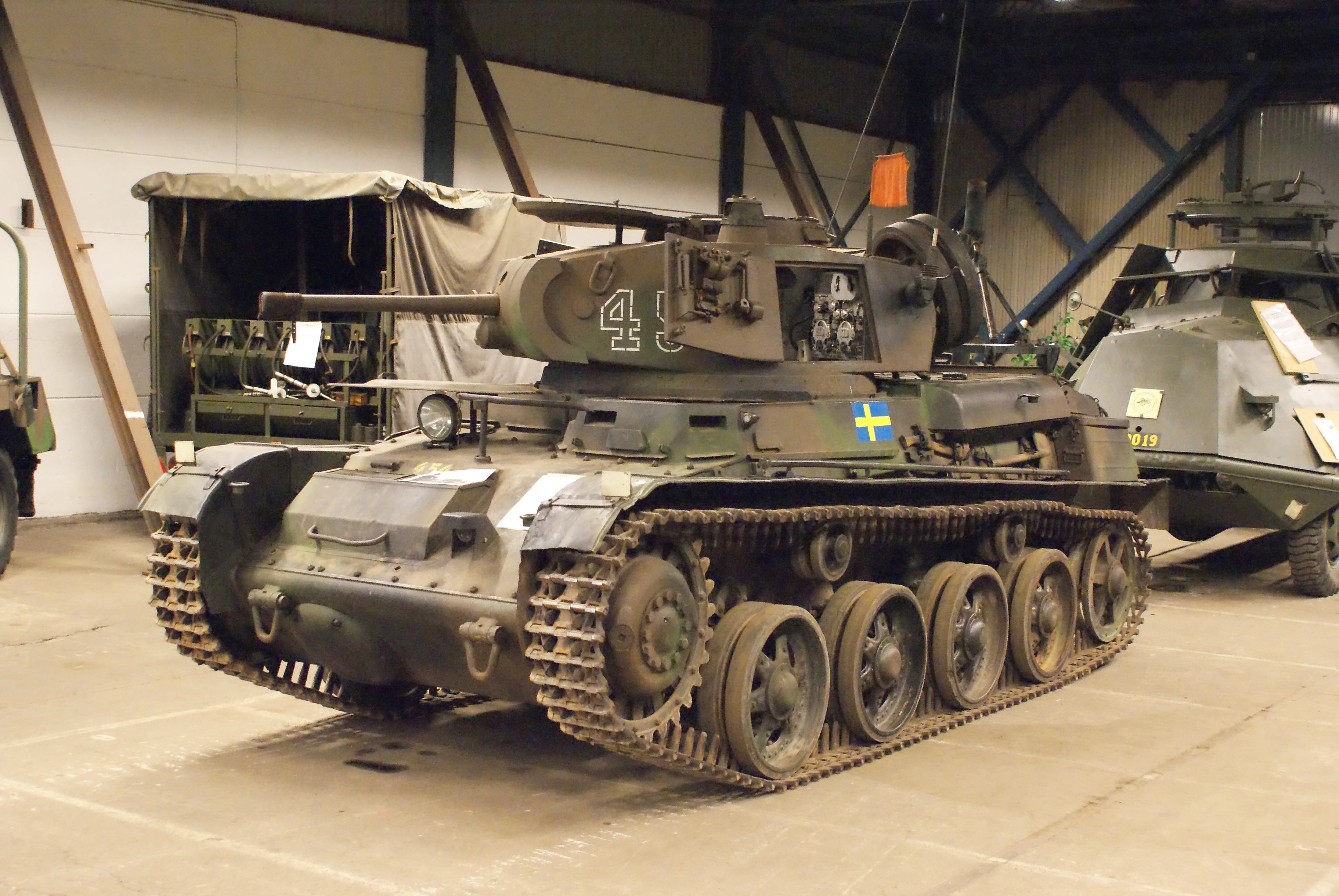
Landsverk L-60-S V: stridsvagn m/40K

Projektvagnar
- stridsvagnslavettage m/38 (strvlav m/38) – Strv m/38-prototypen modifierad till ett pansrat motorlavettage och utprovad som stormartillerivagn. Torn och överbyggnad monterades bort och ersattes av en ny öppen överbyggnad. Utprovad med: 75 mm kanon m/40, 75 mm kanon m/02 och en 150 mm "bakblåsningspjäs" m/44.
- pansarvärnskanonvagn IV A ”Värjan” (pvkv IV A) – Pansarvärnskanonvagn baserad på strv m/40-LI-skrovet, försedd med nytt större kanontorn bestyckat med en 57 mm pansarvärnskanon m/43 och en 8 mm kulspruta m/36. En prototyp byggd men godkändes inte för produktion.
- pansarvärnskanonvagn IV B ”Värjan” (pvkv IV B) – Förslag att bestycka Värjan med en 75 mm luftvärnskanon m/37 (då som pansarvärnskanon).
  - stridsvagn m/40-LI (RB52) – pansarvärnsrobotvagn byggd på en strv m/40-LI, där tornet ersatts med ett roterande robotställ med fönsterkabin för 5 stycken bobot 51-pansarvärnsrobotar. En försöksvagn byggd.

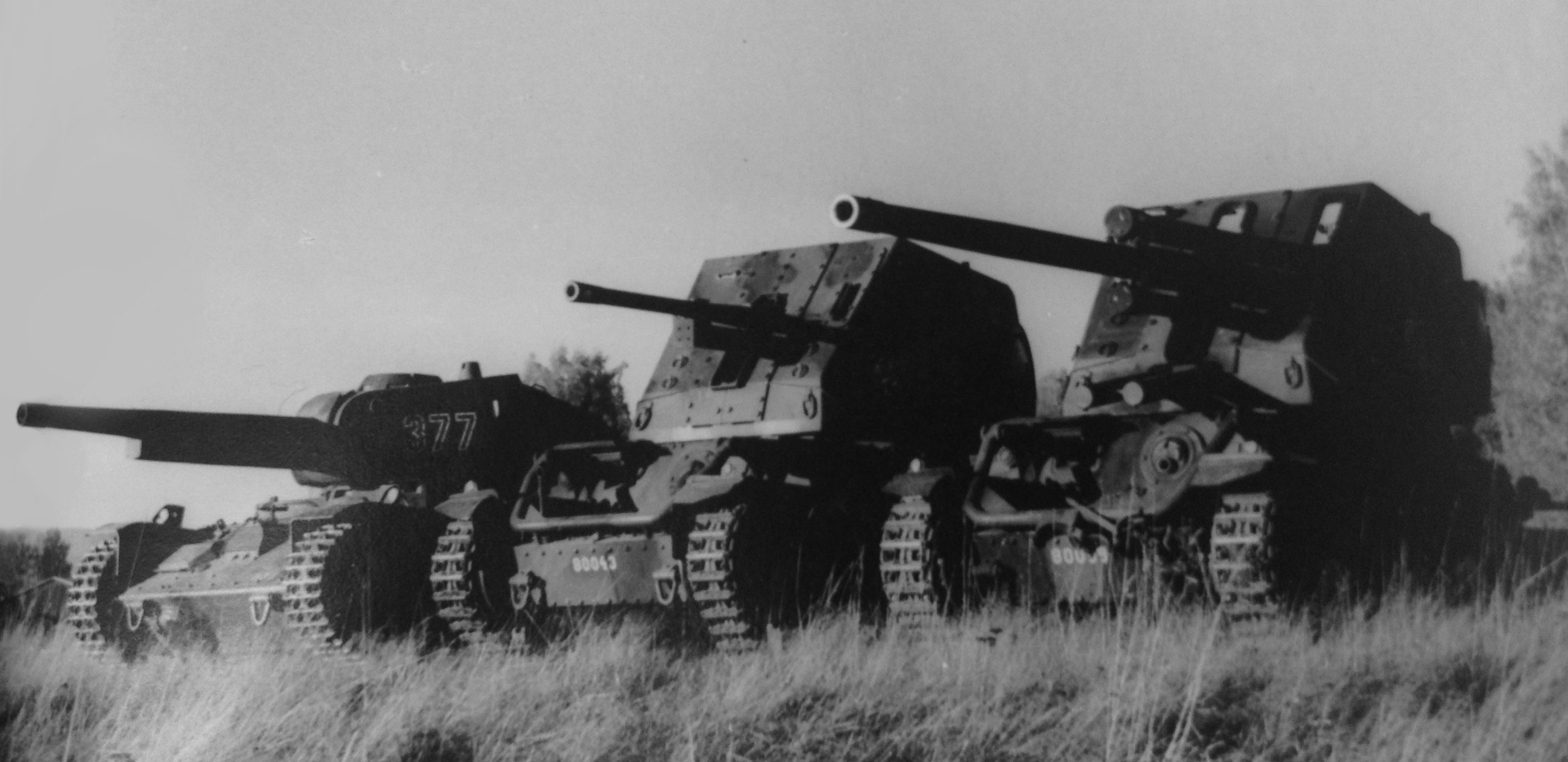
Pvkv IV A Värjan till vänster med sina bröder pvkv II och III till höger byggda på strv m/41 chassit.

## Användare
- Irland – köpte två L-60 och använde dessa tills 1953 då de fick slut på reservdelar och hädanefter användes de bara stationära för skytteträning. Dock förklarades de helt värdelösa 1968 för att de fick slut på ammunition till Madsen automatkanonen.
- Sverige – Använde L-60 i fyra varianter från 1939 till 1960. Strv m/38 var den första varianten och beställdes 1937 och kom i tjänst 1939. Den var beväpnad med en 37 mm Boforskanon och en 8 mm kulspruta. Strv m/39 var den andra och beställdes 1939 och kom i tjänst 1940. Den var beväpnad med en 37 mm Boforskanon och två 8 mm kulsprutor. Strv m/39 följdes av Strv m40L och beställdes 1940 och kom i tjänst 1941. Den var beväpnad med en 37 mm Boforskanon och två 8 mm kulsprutor. Den sista varianten var Strv m40K som beställdes 1942 och kom i tjänst 1944. Den var beväpnad med en 37 mm Boforskanon och två 8 mm kulsprutor.
- Ungern – köpte licens på L-60 och byggde 4 varianter av vagnen, de kallades Toldi efter Miklós Toldi, en riddare. Toldi I var beväpnad med en 20 mm semiautomatisk kanon och en 8 mm kulspruta. Toldi II hade samma beväpning men mer pansar. Flera Toldi II ombeväpnades med en 40 mm kanon senare och fick beteckningen Toldi IIa. Den sista varianten var Toldi III som var en Toldi IIa med mer pansar och kjolpansar.
- Dominikanska republiken – köpte 25 stycken strv m/40-LI nån gång under tidigt 1960-tal. Där kom de att användas en bra bit in på 1990-talet och var bland annat i strid med amerikanska marinkåren 1965. Den sista vagnen togs officiellt ur tjänst 2002.

## Webbkällor
- http://ftr.wot-news.com/2014/03/21/swedish-tanks-part-iv-landsverk-l-60/
- http://www.tanks-encyclopedia.com/ww2/sweden/L60_stridsvagn_M38-39-40.php
- http://www.tanks-encyclopedia.com/ww2/Ireland/landsverk-l-60-irish-service/
- http://www.ointres.se/strv_m_38-39.htm
- http://www.ointres.se/strv_m_40.htm
- http://tankarchives.blogspot.se/2016/11/strv-m38-and-m39-quality-at-premium.html
- http://tankarchives.blogspot.se/2016/09/l-60-scandinavian-tank-revolution.html
- http://tankarchives.blogspot.se/2016/01/world-of-tanks-history-section-43m.html
- http://www.tanks-encyclopedia.com/ww2/hungary/Toldi_Tank.php
- http://ftr.wot-news.com/2013/11/16/hungarian-armor-part-4-toldi-ii-toldi-iia-toldi-iii/
- http://ftr.wot-news.com/2014/04/08/swedish-tanks-part-vi-sav-m43/
- https://www.youtube.com/watch?v=oarLQY6VJzs
- https://drive.google.com/file/d/0B8bCDRcq9BVeLVNtNGFPT09CY3M/view?usp=sharing Strv m/48
- https://web.archive.org/web/20180710200010/http://forum.worldoftanks.eu/index.php?%2Ftopic%2F312023-landsverk-l-60-swedens-light-tank%2F